# Pandanus novohibernicus
Pandanus novohibernicus är en enhjärtbladig växtart som först beskrevs av Ugolino Martelli, och fick sitt nu gällande namn av Ugolino Martelli. Pandanus novohibernicus ingår i släktet Pandanus och familjen Pandanaceae.

## Underarter
Arten delas in i följande underarter:
- P. n. contractus
- P. n. leptomeris
- P. n. novohibernicus
- P. n. praeacutus
- P. n. pseudoturritus